# Defaced Creation
Defaced Creation var ett Dödsmetallband från Östersund. Gruppen startade som Unorthodox år 1993. Det var först 1994 som bandet bytte namn till Defaced Creation då ett annat band också hade namnet "Unorthodox".
Bandet skrev anti-religiösa texter och lyrik kopplad till död.
Då bandet splittrades bildade tre av bandmedlemmarna, Zeb Nilsson, Tommy Dahlström och Johan Hjelm, bandet Aeon.

## Medlemmar
Senaste medlemmar
- Tommy Dahlström – sång (1994–1999)
- Jörgen Bylander – gitarr (1994–1999)
- Zeb Nilsson – basgitarr (1994–1995), gitarr (1995–1999)
- Arttu Malkki – trummor (1995–1999)
- Johan Hjelm – basgitarr (1997–1999)

Tidigare medlemmar
- Max Carlberg – basgitarr
- Stefan Dahlberg – gitarr (1994–?)
- Jocke Wassberg – basgitarr (1995–1997)

## Diskografi
Demo
- 1995 – Defaced Creation (kassett)

Studioalbum
- 1999 – Serenity In Chaos (CD)

EP
- 1996 – Resurrection (7" vinyl)

Annat
- 1996 – Defaced Creation / Aeternum (delad 7" vinyl, 5 spår)
- 1998 – Defaced Creation / Standing Out (delad 7" vinyl, 5 spår)